# Мина Котуанский
О других святых с этим именем см. Мина (имя)
Ми́на Котуа́нский или Ми́на Еги́петский (Фригийский) — христианский святой, почитаемый в лике великомучеников. Во время правления императоров соправителей Диоклетиана и Максимиана, после тяжких мучений в 300 или 304 году был обезглавлен.

## Житие
Согласно житию, египтянин. Был воином, служил во фригийском городе Котуане. Пред судом правителя Пирра твердо исповедовал свою веру и был обезглавлен. Тело мученика привезли в Египет. В Карм Абу Мена (на западе от Александрии) была построена гробница, потом базилика и приют для многочисленных паломников, которые позже были разрушены арабами.

## Почитание

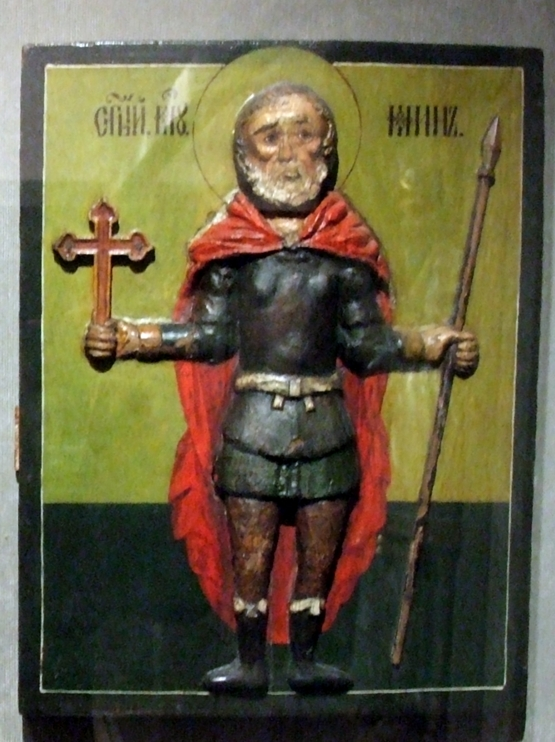
Русская резная икона, XVIII век

Почитается особенно коптами, а также греческими и балканскими православными. В Католической церкви считается покровителем купцов.
Память в Православной церкви совершается 11 ноября (по юлианскому календарю), в Католической церкви 11 ноября.
Самая древняя икона святого Мины датируется серединой VI века и находится в Лувре. На греческих и балканских иконах изображается почти всегда воином, очень часто на коне.